# Stockwood (Bristol)
Stockwood is een plaats in het bestuurlijke gebied Bristol, in het Engelse graafschap Bristol met 10.932 inwoners.